# Ștefania Stănilă
Alina Ștefania Stănilă est une gymnaste artistique roumaine, née le 27 décembre 1997 à Aninoasa, dans le județ de Hunedoara.
Elle a notamment fait partie de l'équipe roumaine qui a été championne d'Europe en 2014.

## Palmarès

### Championnats du monde
- Nanning 2014
  - 4e au concours général par équipes

### Championnats d'Europe
- Sofia 2014
  -  médaille d'or au concours général par équipes